# Großwolde
Großwolde (Ostfriesisches Platt Grootwoel) ist ein Ort in der Gemeinde Westoverledingen im Landkreis Leer in Ostfriesland. Unter „Wold“ versteht man allgemein ein niedriges, wasserreiches Land, auf dem sich in ungestörter Form Erlenbruchwald ansiedelt.

## Geschichte
Großwolde lag bis 1200 westlich vom heutigen „im Hammrich“. Durch die zunehmende Bodenvernässung wurden die Bewohner zur Verlegung ihrer Häuser auf den Geestrand gezwungen.
Die Kirche mit dem wuchtigen Westturm stammt aus dem 14. Jahrhundert.
Am 1. Januar 1973 wurde Großwolde in die neue Gemeinde Westoverledingen eingegliedert.

## Söhne und Töchter
- Christiane Schröter (1907–1979), Sportpädagogin
- Hans-Georg Ulrichs (* 1966), evangelischer Theologe
- Karl Friedrich Ulrichs (* 1966), evangelischer Theologe